# Экспериментальный реактор-размножитель I
Экспериментальный реактор-размножитель I (англ. Experimental Breeder Reactor I, EBR-I) — выведенный из эксплуатации исследовательский реактор и национальный исторический памятник США, расположенный в пустыне на расстоянии примерно в 18 миль (29 км) к юго-востоку от Арко, штат Айдахо, США. Первый в мире реактор-размножитель. 20 декабря 1951 года он стал одной из первых в мире атомных электростанций, производящих электроэнергию в количестве достаточном для питания четырех 200-ваттных лампочек. Впоследствии EBR-I выработал достаточно электроэнергии для питания своего здания и продолжал использоваться в экспериментах, пока не был выведен из эксплуатации в 1964 году.

## История
В составе Национальной реакторной испытательной станции (название с 2005 года — Национальная лаборатория Айдахо) строительство EBR-I началось в конце 1949 года. Реактор был создан под руководством Уолтера Зинна в Аргоннской национальной лаборатории в Айдахо. На ранних стадиях реакторная установка называлась Чикагской поленницей 4(CP-4). Установка реактора на EBR-I состоялась в начале 1951 года, а на мощность он вышел 24 августа 1951 года. 20 декабря того же года на нём была впервые успешно получена атомная энергия. На следующий день реактор произвел достаточно энергии, чтобы осветить все здание. Электростанция произвела 200 кВт электроэнергии из 1,4 МВт тепла, вырабатываемого реактором. 
Целью EBR-I было не производство электричества, а проверка теории ядерной физики о возможности создания реактора-размножителя. В 1953 году эксперименты показали, что реактор производит дополнительное топливо во время деления, что подтвердило гипотезу. 29 ноября 1955 года реактор EBR-I частично расплавился во время испытания. Он был отремонтирован для дальнейших экспериментов, которые установили, что причиной неожиданного срабатывания реактора было тепловое расширение твэлов и поддерживающих их пластин. 

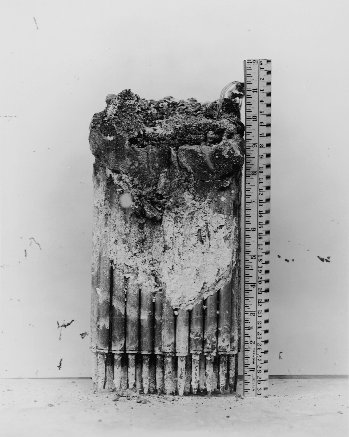
Часть активной зоны после частичного расплавления, 1955 год

Хотя EBR-I произвел первую электроэнергию, близлежащая экспериментальная реакторная установка с кипящим реактором под названием BORAX-III (спроектированная, построенная и эксплуатируемая Аргоннской национальной лабораторией) была подключена к внешним нагрузкам, обеспечивая электроэнергией близлежащий город Арко в 1955 году. Впервые город был освещен исключительно ядерной энергией.
EBR-I был первым в мире реактором-размножителем и первым для выработки электроэнергии на плутонии.  Целью EBR-I было доказать принцип воспроизводства топлива Энрико Ферми. Действительно, подтвердилось, что ядерный реактор производит больше атомов топлива, чем потребляет.

### Устройство
В EBR-I использовалось металлическое урановое топливо и теплоноситель первого контура натрий-калиевого сплава. В такой же конфигурации он был идентичен первоначальной конфигурации более позднего быстрого реактора Дунрей, который впервые вошел в критическое состояние в 1959 году.

### Вывод из эксплуатации
EBR-I был дезактивирован Аргоннской лабораторией в 1964 году и заменен новым реактором, Экспериментальным реактором-размножителем II. Реактор был объявлен национальным памятником в 1965 году. Открытие состоялось 25 августа 1966 года в присутствии президента Линдона Джонсона и Гленна Т. Сиборга.

## Внешние ссылки
- inl.gov/ebr/ — официальный сайт Экспериментальный реактор-размножитель I
- "Nuclear Pioneers: Creation of the Experimental Breeder Reactor 1" на YouTube
- ERB-1 Core Disassembly